# Santissimo Sacramento

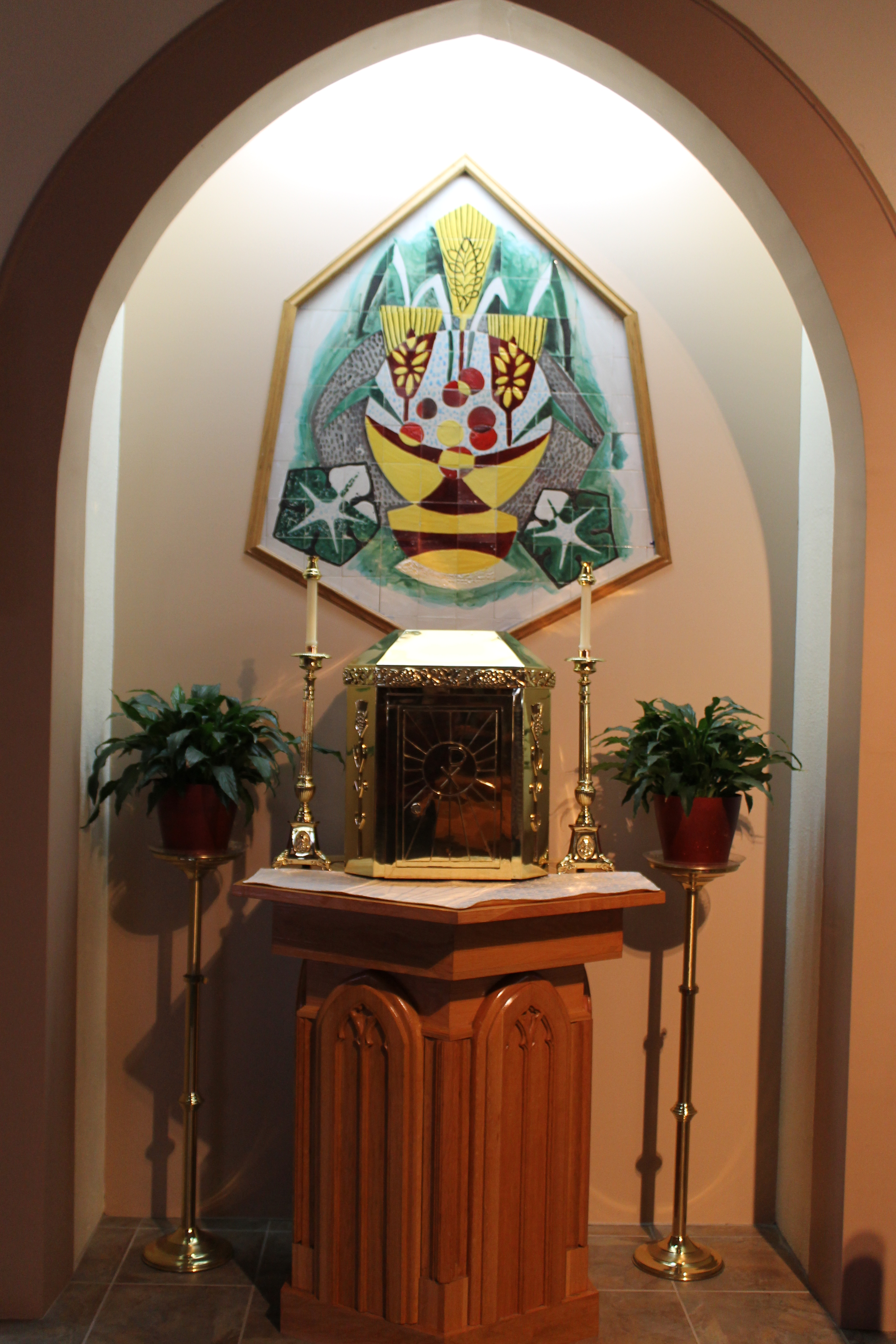
Il tabernacolo di una chiesa di rito romano, per la custodia del Santissimo Sacramento ("riserva eucaristica")

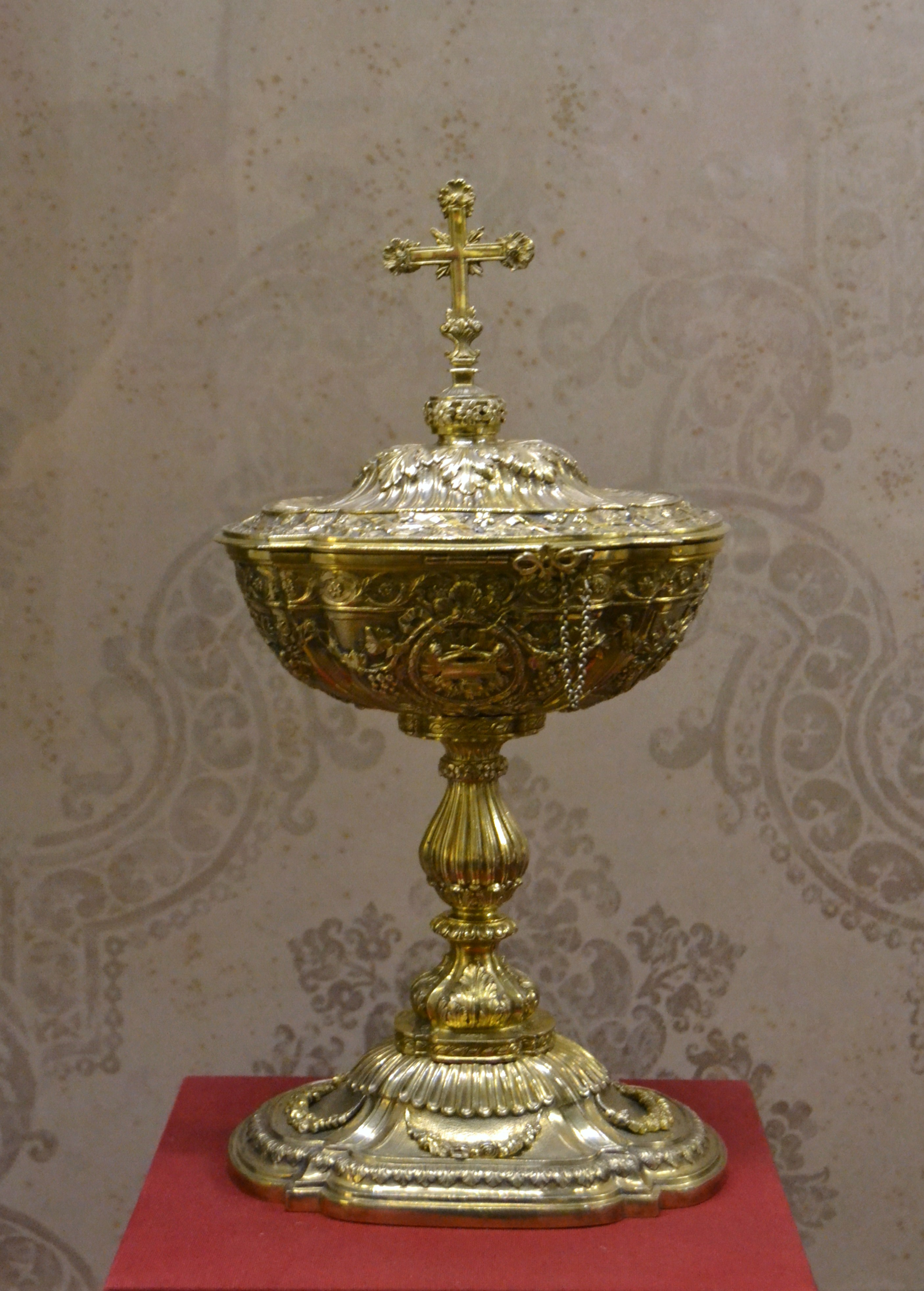
Pisside barocca per la conservazione delle ostie da distribuire ai fedeli nella comunione

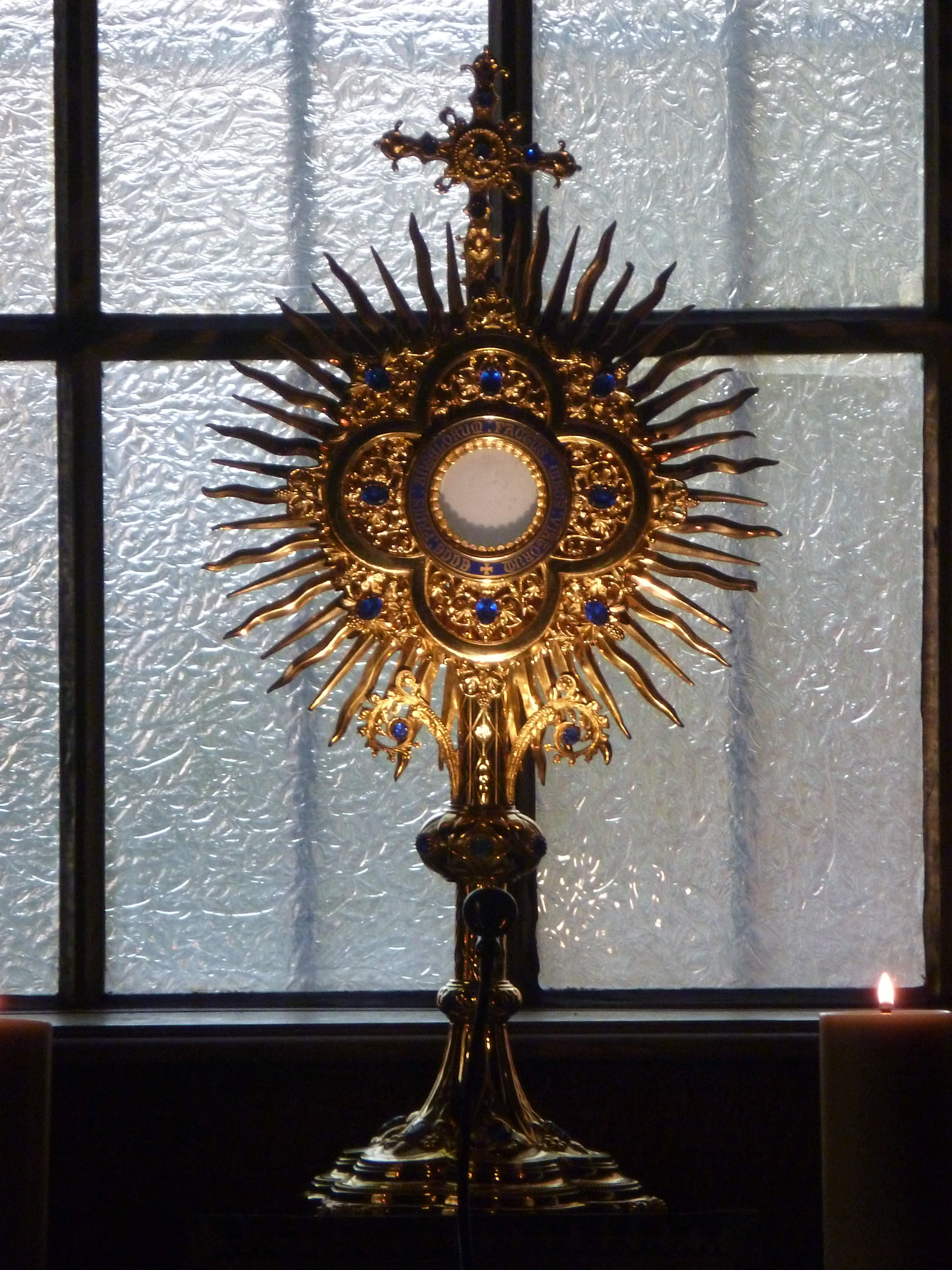
Ostensorio per l'esposizione del Santissimo Sacramento all'adorazione dei fedeli

Per Santissimo Sacramento (o semplicemente il Santissimo) si intendono le specie eucaristiche conservate nel tabernacolo dopo la celebrazione della messa. Presso la Chiesa cattolica il Santissimo Sacramento è oggetto di culto di latria (adorazione) in quanto, secondo la definizione del Concilio di Trento, in esso è "contenuto veramente, realmente, sostanzialmente il Corpo e il Sangue di nostro Signore Gesù Cristo, con l'anima e la divinità e, quindi, il Cristo tutto intero", risorto tale e quale era incarnato, vero Dio e vero Uomo.
Il Santissimo Sacramento è chiamato così in quanto costituisce il Sacramento dei sacramenti, "quasi il coronamento della vita spirituale e il fine al quale tendono tutti i sacramenti".

## Conservazione e visita al Santissimo Sacramento
Le leggi canoniche stabiliscono che le specie eucaristiche vengano conservate nella pisside in quantità sufficiente alle necessità dei fedeli e siano rinnovate con frequenza. La pisside con le specie eucaristiche consacrate nella Santa Messa è abitualmente custodita in un solo tabernacolo della chiesa o dell'oratorio. Il tabernacolo deve essere collocato in una parte della chiesa o dell'oratorio che sia "distinta, visibile, pulita, ornata decorosamente, adatta alla preghiera": davanti a esso deve brillare perennemente una speciale lampada, mediante la quale viene indicata e la presenza di Cristo.
La Chiesa raccomanda ai fedeli la visita in adorazione al Santissimo Sacramento quale "prova di gratitudine, segno di amore e debito di riconoscenza a Cristo Signore".

## Esposizione del Santissimo Sacramento
Nelle chiese e negli oratori a cui è concesso conservare l'eucaristia, si possono compiere esposizioni del Santissimo Sacramento sia con la pisside, sia mediante l'ostensorio. Nel rito ambrosiano, è tradizione esporlo la terza domenica del mese, antica tradizione tramandata da Carlo Borromeo.
Specialmente nella solennità del Corpo e Sangue di Cristo, è possibile recare il Santissimo Sacramento in processione attraverso le pubbliche vie. Tale uso fu introdotto da papa Niccolò V nel 1447.

## Inni e preghiere dedicati al Santissimo Sacramento
Tra gli inni liturgici dedicati al Santissimo Sacramento vi è Adoro te devote, e il Sacris solemniis, il O salutaris Hostia e il Pange lingua composti da San Tommaso d'Aquino.

## Ordini e congregazioni del Santissimo Sacramento
- Adoratrici perpetue del Santissimo Sacramento (monache Sacramentine), fondate nel 1807 a Roma da Maria Maddalena dell'Incarnazione;
- Ancelle del Santissimo Sacramento, ramo femminile della Congregazione del Santissimo Sacramento, fondate nel 1858;
- Ancelle del Santissimo Sacramento e dell'Immacolata, fondate nel 1944 a Malaga;
- Ancelle dell'Eucaristia, fondate nel 1857 a Tolosa da Onésime Guibret;
- Benedettine dell'Adorazione Perpetua del Santissimo Sacramento, fondate nel 1653 a Parigi da Caterina di Bar;
- Confraternita del SS Sacramento
- Congregazione del Corpo di Cristo, detta dei religiosi bianchi del Santissimo Sacramento, fondata nel 1328 a Gualdo Tadino;
- Congregazione del Santissimo Sacramento (padri Sacramentini), fondata nel 1856 a Parigi da Pier Giuliano Eymard;
- Francescane del Santissimo Sacramento (o clarisse sacramentarie), fondate a Troyes nel 1854;
- Mercedarie del Santissimo Sacramento, fondate in Messico nel 1910;
- Missionarie Clarisse del Santissimo Sacramento, fondate  nel 1945 a Cuernavaca da Manuela de Jesús Arias Espinosa;
- Ordine del Santissimo Sacramento e di Nostra Signora, fondato a Marsiglia nel 1659;
- Ordine del Verbo Incarnato e del Santissimo Sacramento, fondato nel 1625 a Lione;
- Religiose del Santissimo Sacramento, fondate da Pierre Vigne nel 1715;
- Religiose Missionarie del Santissimo Sacramento e di Maria Immacolata, fondate a nel 1896 da María Emilia Riquelme Zayas;
- Sacerdoti del Santissimo Sacramento, fondati nel 1888 a České Budějovice da Václav Klement Petr;
- Serve del Santissimo Sacramento, fondate nel Venezuela nel 1896;
- Suore Adoratrici Ancelle del Santissimo Sacramento e della Carità, fondate nel 1856 a Madrid da Micaela Desmaisières;
- Suore Ancelle Missionarie del Santissimo Sacramento, fondate nel 1923 a Venezia da Caterina Zecchini;
- Suore del Santissimo Sacramento, di Lafayette;;
- Suore del Santissimo Sacramento, di České Budějovice;
- Suore del Santissimo Sacramento e della Carità, di Bourges;
- Suore del Santissimo Sacramento per gli Indiani e i Negri, fondate nel 1891 in Pennsylvania da Katharine Mary Drexel;
- Suore dell'Adorazione del Santissimo Sacramento, fondate nel 1821 a Quimper da François-Marie Langrez;
- Suore Sacramentine e Suore Adoratrici del Santissimo Sacramento, fondate nel 1882 a Bergamo da Francesco Spinelli;
- Suore Serve del Santissimo e della Carità, fondate nel 1901 da María Jesús Upegui Moreno.
- Suore vittime espiatrici di Gesù Sacramentato, fondate nel 1890 da santa Maria Cristina Brando.